# Friedrich Mosler
Karl Friedrich Mosler, född 8 mars 1831 i Ortenberg, Hessen, död 3 januari 1911 i Greifswald, var en tysk läkare.
Mosler blev extra ordinarie professor i medicin i Giessen 1858 och var ordinarie professor i samma ämne vid Greifswalds universitet 1864-99. Bland hans arbeten märks Pathologie und Therapie der Leukämie (1862), Krankheiten der Milz (i Hugo von Ziemssens "Handbuch , 1874; andra upplagan 1878), Die Tuberkulose als Volkskrankheit (1879), Ueber Lungenchirurgie (1883) och Tierische Parasiten (1894; andra upplagan 1904).